# Diego da Silva
Pour les articles homonymes, voir Silva.
Diego da Silva est un pêcheur français, licencié à la Fédération française de pêche sportive au coup.

## Palmarès
- 3e du championnat du monde de pêche sportive au coup en eau douce individuel, en 2001 (à Paris);
- Champion du monde de pêche sportive au coup en eau douce par équipes, en 1995 (à Lappeenranta) et 2004 (à Willebroek);
- Vice-champion du monde de pêche sportive au coup en eau douce par équipes, en 1998 (à Zagreb) et 2001 (à Paris);
- 3e du championnat du monde par équipes, en 1997 (à Velence) et 2003 (à Madu (Slovénie));
- Triple champion de France de pêche sportive au coup en eau douce individuel, en 1995 (à Chalon-sur-Saône), 1998 (à Froncles), et 2000 (à Alfortville);
- Triple vice-champion de France de pêche sportive au coup en eau douce par équipes,  en 2001 (à Arrou), 2004 (à Sarreguemines), et 2006 (à Chemille/Indroi).
- Vice-champion d'Europe de pêche sportive au coup en eau douce individuel, en 2014 ( à Bernissart ).